# Gnostic Society
A Sociedade Gnóstica (em inglês:  Gnostic Society) é uma organização fundada em Los Angeles, Califórnia em 1928 e incorporada em 1939 por James Morgan Pryse e seu irmão John Pryse para fomentar estudos sobre o Gnosticismo. Stephan A. Hoeller, PhD, um dos principais expoentes do Gnosticismo como uma prática religiosa viva tem sido o diretor de estudos desde 1963 e também o bispo da Ecclesia Gnostica.
A Sociedade Gnóstica é uma organização educacional "dedicada ao avanço do estudo, compreensão e experiência individual da Gnosis". A admissão é gratuita e sociedade depende de doações voluntárias. 